# Poliske

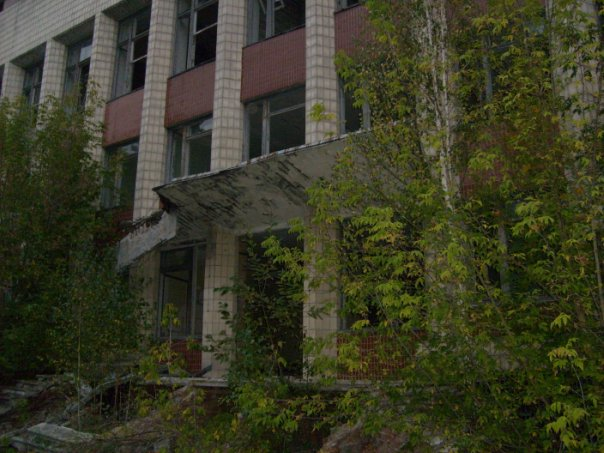
Verlaten overheidsgebouw

Poliske (Oekraïens: Поліське; Russisch: Полесское, Poleskoje) is een stedelijke nederzetting in het noordoosten van de oblast Kiev in Oekraïne en had voor 1986 12.000 inwoners. De stad ligt aan de Ush, een zijrivier van de Pripjat.
Poliske werd in april 1986 direct getroffen door de kernramp van Tsjernobyl. Het werd geraakt als gevolg van een radioactieve regen die ging in de richting van Poliske.

## Geschiedenis
Poliske werd in 1415 voor het eerst gedocumenteerd onder de naam Chabne. In 1667 werd het onderdeel van Polen maar kwam later bij Rusland. In 1922 werd Rusland omgedoopt in de Sovjet-Unie en lag Chabne voortaan in dit land. In 1938 kreeg Chabne stadsrechten en werd het in 1958 omgedoopt in Poliske.

## Ontsmettingsexperimenten
Om te proberen Poliske leefbaar te maken na de kernramp van Tsjernobyl heeft men besloten om de gebouwen, pleinen en straten te ontsmetten. Een paar gebouwen werden volledig gesloopt en herbouwd en waterleidingen en asfaltwegen werden vervangen.
Door deze inspanning is de stad inderdaad voor een deel ontsmet, maar niet voor een aanvaardbaar niveau om hier mensen te laten wonen. Als gevolg hiervan werd het gebied en de stad snel verlaten door de inwoners.
Naarmate de tijd is het stralingsniveau gedaald en steeds meer mensen hebben de neiging om terug te keren. In 2005 had Poliske weer 10 inwoners en in 2006 was dit verdubbeld tot 20 inwoners.